# 下伊集院村
下伊集院村（しもいじゅういんむら）は、鹿児島県の中部、日置郡に属していた村。
1889年（明治22年）の町村制施行に伴い、伊集院郷（外城）のうち北部11村の区域より下伊集院村として発足。1956年（昭和31年）9月30日に伊集院町、東市来町、日吉町（現：日置市）、郡山町（現：鹿児島市）に分割編入され、自治体としては消滅した。

## 地理
鹿児島県の中部に位置していた村であり、旧伊集院郷のうち中伊集院村（後の伊集院町、日置市伊集院地域の一部）、上伊集院村（後の松元町、鹿児島市松元地域）を除いた主に伊集院郷の北側の区域が下伊集院村の区域であった。
西部には東シナ海が面しており、村域には神之川及び神之川の支流である野田川が流れる。
町村制施行時には苗代川（現在の日置市東市来町美山）に村役場が設置されたが、1947年（昭和22年）に村の中央部である下神殿に村役場が移転した。

### 大字
1889年の町村制施行時に下伊集院村を構成した江戸期の村は大字に置き換えられ、苗代川、野田、神之川、宮田、寺脇、上神殿、嶽、下神殿、桑畑村、麦生田、有屋田の11大字から構成された。
それらは現在の鹿児島市有屋田町、郡山岳町、日置市伊集院町麦生田、伊集院町桑畑、伊集院町下神殿、伊集院町上神殿、伊集院町野田、伊集院町寺脇、東市来町寺脇、東市来町美山、東市来町美山元寺脇（2004年に美山から分割され設置）、東市来町宮田、東市来町南神之川、日吉町神之川にあたる。
下伊集院村の大字変遷図
| 現市町村名 | - 1888年 | 1889年 - 1956年 | 1956年 - 2003年       | 2004年 - 現在      |
| 現市町村名 | 伊集院郷 | 下伊集院村      | -                     | -                  |
| ---------- | -------- | --------------- | --------------------- | ------------------ |
| 日置市     | 苗代川村 | 大字苗代川      | 東市来町 大字美山     | 東市来町美山       |
| 日置市     | 苗代川村 | 大字苗代川      | 東市来町 大字美山     | 東市来町美山元寺脇 |
| 日置市     | 宮田村   | 大字宮田        | 東市来町 大字宮田     | 東市来町宮田       |
| 日置市     | 神之川村 | 大字神之川      | 東市来町 大字南神之川 | 東市来町南神之川   |
| 日置市     | 神之川村 | 大字神之川      | 日吉町 大字神之川     | 日吉町神之川       |
| 日置市     | 寺脇村   | 大字寺脇        | 東市来町 大字寺脇     | 東市来町寺脇       |
| 日置市     | 寺脇村   | 大字寺脇        | 伊集院町 大字寺脇     | 伊集院町寺脇       |
| 日置市     | 麦生田村 | 大字麦生田      | 伊集院町 大字麦生田   | 伊集院町麦生田     |
| 日置市     | 桑畑村   | 大字桑畑        | 伊集院町 大字桑畑     | 伊集院町桑畑       |
| 日置市     | 下神殿村 | 大字下神殿      | 伊集院町 大字下神殿   | 伊集院町下神殿     |
| 日置市     | 上神殿村 | 大字上神殿      | 伊集院町 大字上神殿   | 伊集院町上神殿     |
| 日置市     | 野田村   | 大字野田        | 伊集院町 大字野田     | 伊集院町野田       |
| 鹿児島市   | 有屋田村 | 大字有屋田      | 郡山町 大字有屋田     | 有屋田町           |
| 鹿児島市   | 嶽村     | 大字嶽          | 郡山町 大字嶽         | 郡山岳町           |

## 歴史

伊集院郷の地図中における下伊集院村の区域（青色）

下伊集院村の区域

- 1889年（明治22年）4月1日 - 町村制施行により、日置郡伊集院郷のうち北部にあたる苗代川村、野田村、神之川村、宮田村、寺脇村、上神殿村、嶽村、下神殿村、桑畑村、麦生田村、有屋田村の区域より下伊集院村が成立する[2]。
- 1947年（昭和22年） - 村役場を苗代川から下神殿に移転[1]。
- 1956年（昭和31年）9月30日 - 下伊集院村の一部を伊集院町、東市来町、日吉町、郡山村（編入と同時に町制施行し郡山町となる）に編入し、自治体としては消滅[2]。それまでの下伊集院村役場は伊集院町役場神殿支所となった（後に廃止）[1]。以下は編入先の自治体と編入した大字である。
  - 伊集院町 - 麦生田、桑畑、下神殿、上神殿、野田の全域、寺脇の一部
  - 東市来町 - 苗代川（編入時に美山に改称）、宮田の全域、寺脇及び神之川の一部（編入と共に東市来町編入分については南神之川に改称[3]）
  - 日吉町 - 神之川の一部
  - 郡山村（郡山町） - 嶽、有屋田
- 2004年（平成16年）11月1日 - 郡山町が鹿児島市に編入され、鹿児島市の一部となる。
- 2005年（平成17年）5月1日 - 伊集院町及び東市来町、日吉町が吹上町と共に新設合併し日置市が成立。

## 行政
- 村長：畠中英吉（1947年4月16日 - 1956年9月27日[4]）

### 歴代村長
以下に町村制施行以降の村長を記載する。表記は『伊集院町誌』339頁の村長一覧に基づく。但し、旧字体については新字体に置換えた。
| 代 | 氏名       | 就任期間                        |
| -- | ---------- | ------------------------------- |
| 1  | 下泰治     | 1889年4月1日 - 1892年3月31日    |
| 2  | 岩崎景示   | 1892年4月1日 - 1892年12月31日   |
| 3  | 市来義通   | 1893年1月1日 - 1895年7月20日    |
| 4  | 有馬純明   | 1895年7月21日 - 1896年7月19日   |
| 5  | 小牧嘉平   | 1896年12月20日 - 1900年12月19日 |
| 6  | 小牧嘉平   | 1900年12月20日 - 1903年12月19日 |
| 7  | 本田十山   | 1904年1月2日 - 1908年1月19日    |
| 8  | 本田十山   | 1908年1月20日 - 1910年7月5日    |
| 9  | 川野清     | 1910年7月6日 - 1914年7月5日     |
| 10 | 郡山金之助 | 1914年7月6日 - 1918年7月5日     |
| 11 | 郡山金之助 | 1918年7月6日 - 1922年7月5日     |
| 12 | 郡山金之助 | 1922年7月6日 - 1926年7月5日     |
| 13 | 郡山金之助 | 1926年7月6日 - 1930年7月5日     |
| 14 | 郡山金之助 | 1930年7月6日 - 1934年7月5日     |
| 15 | 川畑幸近   | 1930年7月6日 - 1934年7月5日     |
| 16 | 川畑幸近   | 1934年7月6日 - 1938年7月5日     |
| 17 | 御領勲     | 1938年7月6日 - 1942年7月5日     |
| 18 | 御領勲     | 1942年7月6日 - 1946年7月5日     |
| 19 | 篠崎義雄   | 1946年7月6日 - 1948年2月13日    |
| 20 | 畠中英吉   | 1947年4月16日 - 1951年4月30日   |
| 21 | 畠中英吉   | 1951年5月1日 - 1956年9月27日    |

## 地域

### 教育
中学校
- 下伊集院中学校（下神殿）
  - 分割合併後伊集院町に引き継がれ、伊集院町立下伊集院中学校、伊集院町立伊集院北中学校を経て日置市立伊集院北中学校となる。
- 下伊集院西中学校（苗代川）
  - 分割合併後東市来町に引き継がれるが、1957年に東市来中学校に統合された[6]。
- 大谷中学校（嶽）
  - 分割合併後郡山町に引き継がれるが、1957年に郡山中学校に統合された[7]。

小学校
- 下伊集院小学校（苗代川）
  - 分割合併後に東市来町に引き継がれ、同時に東市来町立美山小学校に改称。現在の日置市立美山小学校[8]。
- 東洋小学校（上神殿）
- 共進小学校（麦生田）
  - 東洋小学校及び共進小学校は分割合併時に伊集院町に引き継がれ、翌年の1957年に統合し伊集院北小学校となった[9]。
- 大谷小学校（嶽）
  - 分割合併後郡山町に引き継がれ郡山町立大谷小学校となるが、1971年に郡山小学校に統合された[10]。
- 神之川小学校（神之川）
  - 分割合併後に東市来町に引き継がれ、同時に神之川小学校は東市来町立伊作田小学校川原分校に統合されたが、1975年（昭和50年）に川原分校は本校である伊作田小学校に統合された[11]。

### 郵便局
- 下伊集院郵便局（苗代川）

## 交通

### 道路
国道
- 一級国道3号（現在の国道3号）

県道
- 仙名鹿児島線
- 伊集院蒲生線

## 出身の著名人
- 東郷茂徳 - 外交官、外務大臣、貴族院議員（苗代川）
- 沈壽官 - 薩摩焼苗代川窯の名跡。下伊集院村存続時は第13代。